# Dornier Do 435
Dornier Do 435 (Do 535) — експериментальний літак компанії Dornier завершального етапу Другої світової війни з використанням змішаного приводу — реактивного мотора замість заднього поршневого. Збудований на базі Dornier Do 335.

## Історія
Восени 1943 міністерство авіації запропонувало розробити літак зі змішаним приводом на базі Do 335 V4. За рахунок польоту на поршневому двигуні Daimler-Benz DB 603 досягалась більша дальність польоту, а реактивний мотор Jumo 004C давав зменшення маси, більшу швидкість, коротший розбіг при злеті. Бомбове навантаження збільшувалось з 500 до 1000 кг. Повітрозабірник реактивного мотора знаходився згори фюзеляжу і закривався при польоті на поршневому двигуні. Восени 1944 розробку припинили.
На базі Do 435 почали розробляти всепогодний нічний винищувач і розвідувальний літак Do 535, який після передачі до компанії «Гайнкель» отримав позначення He 535. Другий член екіпажу розміщувався у задній частині літака. На крилах встановлювали радар FuG 218, додаткові баки палива. Максимальна швидкість мала сягати 822 км/год.

## Тактико-технічні характеристики

### Технічні параметри Do 435
- Розмах крил: 13,8 м
- Довжина: 13,2 м
- Висота: 5 м
- Площа крила: 38,5 м²
- Озброєння:' 1×30-мм MK 108; 2×15,1-мм MG 151

### Технічні параметри Do 535
- Озброєння: 1×50-мм гармата МК 112; 2×20-мм Mg 151; 2×Mk 108 «Неправильної музики» — направлені в корпусі вгору для стрільби по бомбардувальниках при проході під ними.